# Федотята 1-е
 Федотята 1-е  — деревня в Афанасьевском районе Кировской области в составе Гординского сельского поселения.

## География
Расположена на расстоянии примерно 11 км по прямой на север-северо-запад от центра поселения села  Гордино на правобережье реки Кама.

## История
Известна с 1891 года как выселок, в 1926 здесь (деревня Федотята или Деминский, Федотятская) хозяйств 9 и жителей 66, в 1950  18 и 56, в 1989 18 жителей. Современное название утвердилось с 1978 года .  

## Население
Постоянное население составляло 22 человека (русские 100%) в 2002 году, 13 в 2010.